# Marigny-en-Orxois
Marigny-en-Orxois és un municipi francès situat al departament de l'Aisne i a la regió dels Alts de França. L'any 2007 tenia 469 habitants.

## Demografia

### Població
El 2007 la població de fet de Marigny-en-Orxois era de 469 persones. Hi havia 170 famílies de les quals 32 eren unipersonals (20 homes vivint sols i 12 dones vivint soles), 61 parelles sense fills, 61 parelles amb fills i 16 famílies monoparentals amb fills.
La població ha evolucionat segons el següent gràfic:
Habitants censats

### Habitatges
El 2007 hi havia 223 habitatges, 178 eren l'habitatge principal de la família, 34 eren segones residències i 11 estaven desocupats. 213 eren cases i 10 eren apartaments. Dels 178 habitatges principals, 152 estaven ocupats pels seus propietaris, 22 estaven llogats i ocupats pels llogaters i 3 estaven cedits a títol gratuït; 7 tenien dues cambres, 24 en tenien tres, 58 en tenien quatre i 89 en tenien cinc o més. 129 habitatges disposaven pel capbaix d'una plaça de pàrquing. A 77 habitatges hi havia un automòbil i a 87 n'hi havia dos o més.

### Piràmide de població
La piràmide de població per edats i sexe el 2009 era:
| Homes | Edats   | Dones |
| ----- | ------- | ----- |
| 0     | 95 o +  | 0     |
| 4     | 90 a 94 | 8     |
| 0     | 85 a 89 | 0     |
| 4     | 80 a 84 | 0     |
| 4     | 75 a 79 | 0     |
| 12    | 70 a 74 | 12    |
| 4     | 65 a 69 | 8     |
| 4     | 60 a 64 | 4     |
| 12    | 55 a 59 | 8     |
| 12    | 50 a 54 | 8     |
| 16    | 45 a 49 | 8     |
| 16    | 40 a 44 | 28    |
| 20    | 35 a 39 | 24    |
| 20    | 30 a 34 | 20    |
| 16    | 25 a 29 | 8     |
| 0     | 20 a 24 | 4     |
| 16    | 15 a 19 | 8     |
| 28    | 10 a 14 | 16    |
| 24    | 5 a 9   | 20    |
| 24    | 0 a 4   | 16    |

## Economia
El 2007 la població en edat de treballar era de 309 persones, 240 eren actives i 69 eren inactives. De les 240 persones actives 212 estaven ocupades (123 homes i 89 dones) i 28 estaven aturades (13 homes i 15 dones). De les 69 persones inactives 20 estaven jubilades, 19 estaven estudiant i 30 estaven classificades com a «altres inactius».

### Ingressos
El 2009 a Marigny-en-Orxois hi havia 179 unitats fiscals que integraven 465 persones, la mediana anual d'ingressos fiscals per persona era de 19.196 €.

### Activitats econòmiques
Dels 15 establiments que hi havia el 2007, 2 eren d'empreses de fabricació d'altres productes industrials, 4 d'empreses de construcció, 5 d'empreses de comerç i reparació d'automòbils, 1 d'una empresa de transport, 1 d'una empresa d'hostatgeria i restauració, 1 d'una empresa financera i 1 d'una empresa immobiliària.
Dels 5 establiments de servei als particulars que hi havia el 2009, 2 eren lampisteries, 2 electricistes i 1 agència immobiliària.
L'any 2000 a Marigny-en-Orxois hi havia 7 explotacions agrícoles.

## Equipaments sanitaris i escolars
El 2009 hi havia una escola elemental.

## Poblacions més properes
El següent diagrama mostra les poblacions més properes.